# Bruno Günder
Bruno Günder (* 31. Juli 1872 in Würzburg; † 29. April 1951 in München) war ein deutscher Jurist und von 1929 bis 1932 Regierungspräsident von Unterfranken und Aschaffenburg.

## Leben
1893 absolvierte er nach Abschluss seines Jurastudiums an der Juristischen Fakultät der Universität Würzburg den Vorbereitungsdienst beim Bezirksamt Mellrichstadt, danach folgte der Militärdienst als Einjährig-Freiwilliger beim k.bayer. 9. Infanterie-Regiment „Wrede“. Ab 1895 war er zunächst beim Bezirksamt Kitzingen, ab 1896 am Landgericht Würzburg tätig. Danach folgten noch diverse staatliche Stellen u. a. als Regierungsrat bei der Regierung von Mittelfranken mit Beförderung bis in das Hauptamt des Landesversicherungsamtes. Nachdem er ab 1. November 1926 Senatspräsident geworden war, übernahm Günder am 1. Oktober 1929 das Amt des Regierungspräsidenten von Unterfranken und Aschaffenburg. Auf eigenes Ansuchen wurde er nach der Machtergreifung der NSDAP zum 1. Dezember 1933 in den einstweiligen Ruhestand versetzt, der mit Erreichen der Altersgrenze zum 1. September 1937 endgültig wurde.
Sein Sohn ist Heinz Günder, der später ebenfalls Regierungspräsident von Unterfranken wurde.

## Ehrungen und Auszeichnungen
- 1932: Dr. iur. utr. h. c. der Juristischen Fakultät der Universität Würzburg